# Horia Tecău
Horia Tecău (n. 19 ianuarie 1985, Constanța, România) este un fost jucător român de tenis de câmp specializat la jocul de dublu. 
Este de trei ori campion de Grand Slam, după ce a câștigat Campionatele de la Wimbledon din 2015 și Openul SUA din 2017 alături de Jean-Julien Rojer la dublu masculin, precum și Openul australian din 2012 cu Bethanie Mattek-Sands la dublu mixt. Tecău a mai ajuns la cinci finale de Grand Slam: la Campionatele Wimbledon 2010, 2011 și 2012 cu Robert Lindstedt la dublu masculin, iar la Australian Open 2014 și 2016 la dublu mixt.
În noiembrie 2015, el a atins cea mai bună clasare la dublu, locul 2 mondial, cu puțin timp înainte de a câștiga finala ATP World Tour 2015 cu Rojer. Tecău a câștigat 38 de titluri de dublu la Turneul ATP, inclusiv trei la nivelul Masters 1000. De asemenea, a câștigat medalia de argint la Jocurile Olimpice din 2016 de la Rio de Janeiro, alături de Florin Mergea.

## Cariera

### Copilăria și începutul în tenis
La vârsta de 14 ani s-a clasat pe locul I la dublu, împreună cu Florin Mergea, la europenele pentru juniori de la San Remo.
În competițiile de juniori la dublu, a fost, împreună cu Florin Mergea, în 2002 si 2003, campion la Wimbledon și finalist la Australian Open.
În 2006 finalist la dublu, alături de mexicanul Bruno Echagaray, la turneul challenger de la Puebla, Mexic, finalist la dublu, alături de Florin Mergea, la challenger-ul de la Mamaia, finalist la dublu, alături de americanul Nick Monroe, la challenger-ul de la Manta, Ecuador.

### 2010
2010 a fost un an foarte bun pentru Tecău care a început cu primul său titlu la dublu, chiar în luna ianuarie, când alături de neo-zeelandezul Marcus Daniell a câștigat turneul de la Auckland. A urmat un parteneriat de succes cu suedezul Robert Lindstedt, alături de care a triumfat în turneele de la Casablanca și 's-Hertogenbosch. La Wimbledon, Tecău a ajuns din nou în finală, la opt ani după succesul de la juniori. A făcut pereche cu același Lindstedt, cei doi jucând cu trofeul pe masă, dar au foster învinși în trei seturi de perechea alcătuită din Jürgen Melzer și Philipp Petzschner.

### 2011
Tecău a continuat în startului anului 2011 parteneriatul cu Lindstedt, cei doi ajungând la începutul lunii ianuarie în finala turneului de la Brisbane, în care au abandonat, din cauza unei accidentări la gambă a suedezului. Problemele medicale ale scandinavului i-au împiedicat pe cei doi să-și apere trofeul în turneul de la Auckland. La primul Grand Slam al anului, la Melbourne, pereche Tecău-Lindstedt a fost desemnată cap de serie numărul 11, dar cei doi au abandonat în primul tur, din cauza aceleiași accidentări a suedezului. După acest turneu, Lindstedt a luat o pauză mai lungă pentru a se recupera.
Cu un nou partener, belgianul Dick Norman, Tecău a luat startul în turneul de la Zagreb, cei doi câștigând finala în fața perechii desemnate cap de serie numărul unu, alcătuită din spaniolii Marcel Granollers și Marc López.

### 2012

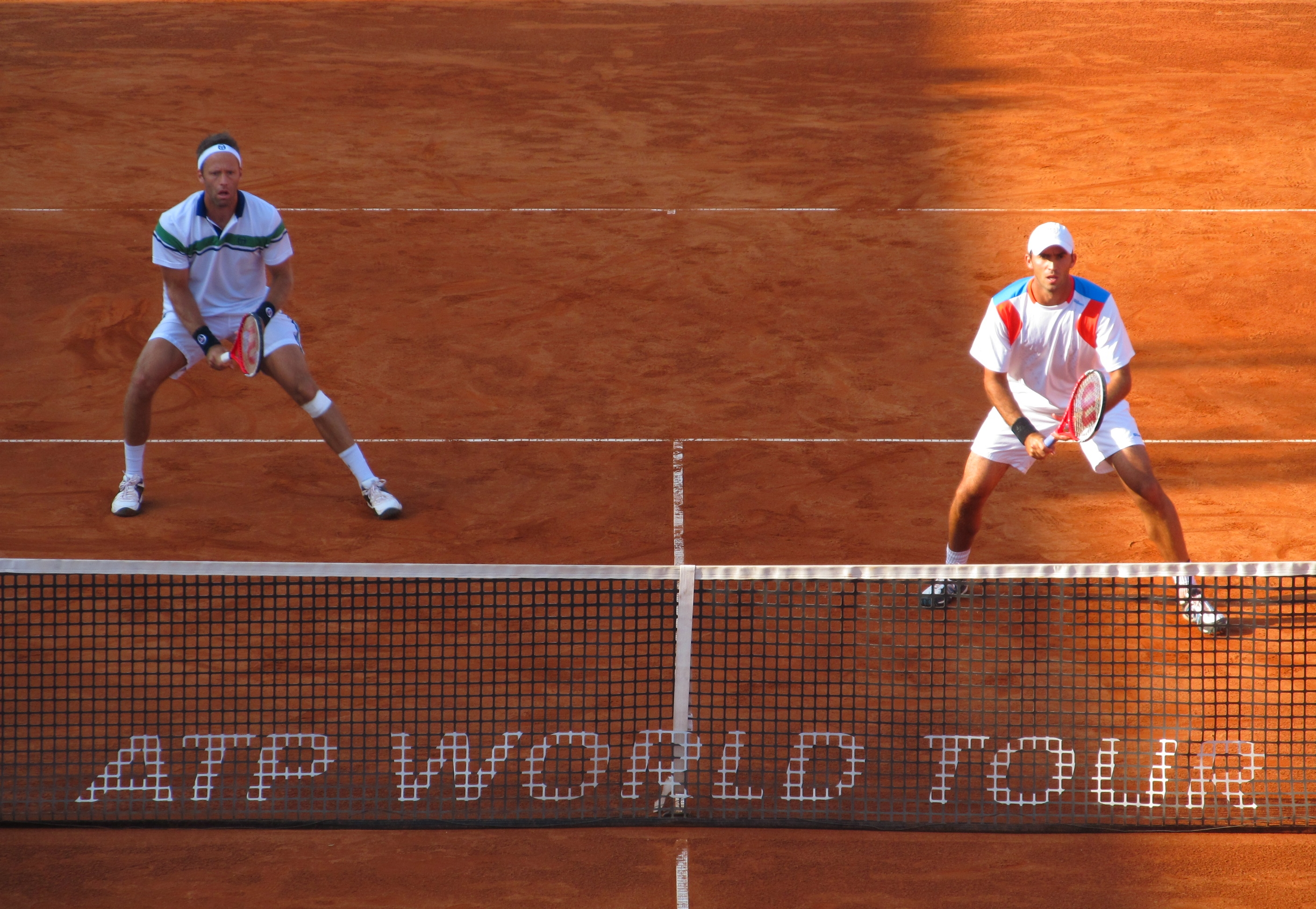
Horia Tecău și Robert Lindstedt la BRD Năstase Țiriac Trophy în 2012.

Tecău și-a început anul 2012 cu prima lui victorie într-un turneu de mare șlam. Pe 29 ianuarie câștigă împreună cu partenera sa, americanca Bethanie Mattek-Sands, finala de dublu mix a turnelui Australian Open disputată la Melbourne, Australia. Alături de partenerul său obișnuit Robert Lindstedt, a câștigat 4 turnee: BRD Năstase-Țiriac Trophy, UNICEF Open, SkiStar Swedish Open și Western & Southern Open, a disputat finale la Rotterdam pierdută în fața cuplului Michael Llodra / Nenad Zimonjic, Australian Open pierdută în fața fraților Bryan și o finală la Mutua Madrid Open, pierdută în fața cuplului Mariusz Fyrstenberg / Marcin Matkowski aceasta fiind prima sa finală de Masters. În luna iunie Horia a pierdut a treia finală consecutivă la Wimbledon în fața perechii Frederik Nielsen / Jonathan Marray. În luna august Tecău a câștigat primul său turneu de Masters alături de Robert împotriva perechii Rohan Bopanna / Mahesh Bhupathi. La Jocurile Olimpice de la Londra el a fost portdrapelul delegației României.

### 2017

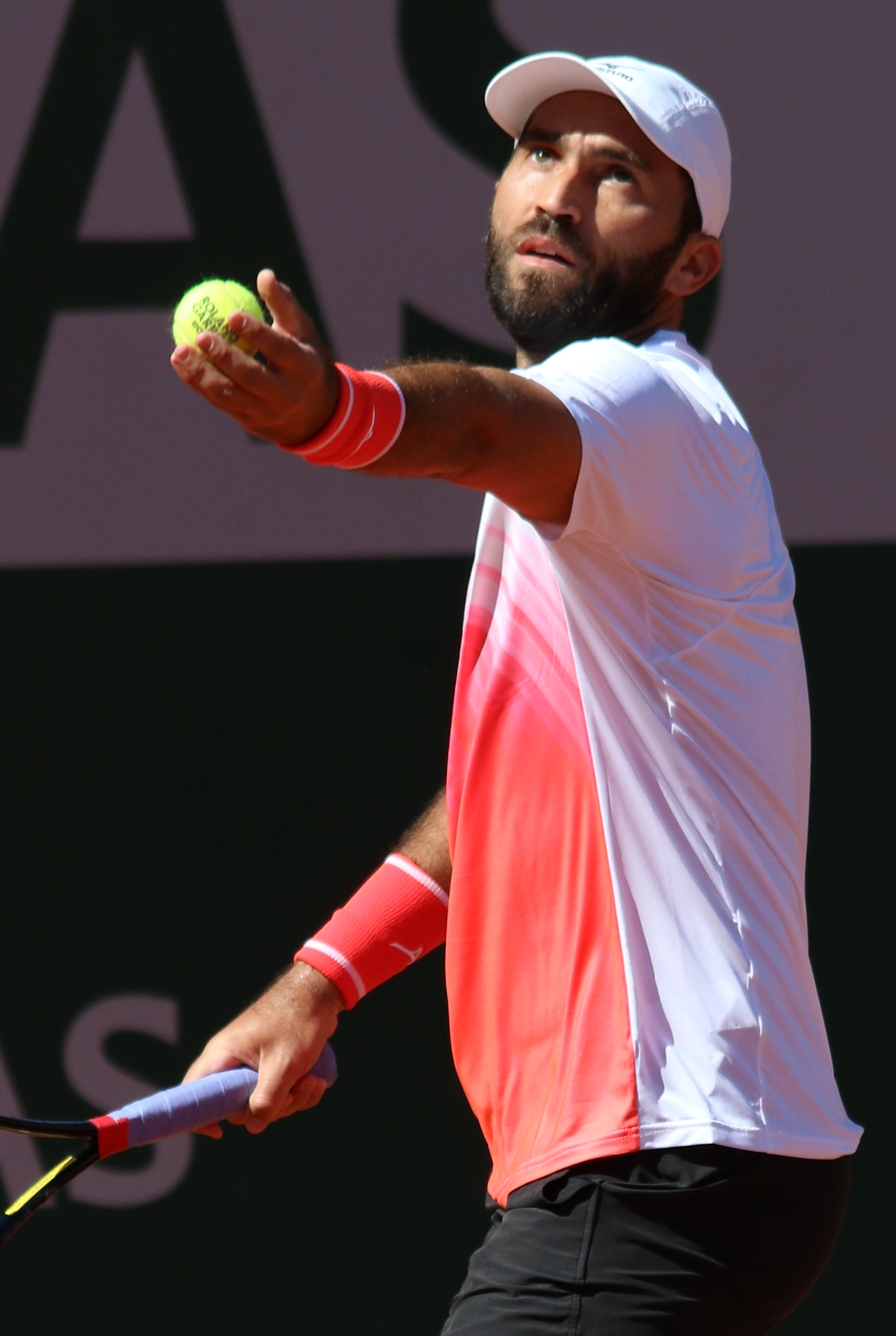
La French Open din 2021

La Australian Open, Horia Tecău și Jean-Julien Rojer, favoriții numărul 11, au fost eliminați în turul al treilea de către perechea Marc Polmans/Andrew Whittington (Australia/Australia).
La Roland Garros,Horia Tecău și Jean-Julien Rojer,favoriții numărul 11 au fost eliminați în turul al treilea de către perechea Constant Lestienne/Corentin Moutet (Franța/Franța).
La Wimbledon, Horia Tecău și Jean-Julien Rojer, favoriții numărul 11 au fost eliminați în primul tur de către perechea Thanasi Kokkinakis/Jordan Thompson (Australia/Australia).
La US Open, Horia Tecău și Jean-Julien Rojer, favoriții numarul 12 au câștigat finala în fața perechei Feliciano López/Marc López (Spania/Spania) în două seturi cu scorul de 6-4,6-3.
S-a retras din activitate în 2021.

## Finale de Mare Șlem la dublu masculin (4)
| Rezultat   | An   | Turneu    | Suprafața | Partener          | Adversari în finală              | Scor în finală                |
| Învinși    | 2010 | Wimbledon | Iarbă     | Robert Lindstedt  | Jürgen Melzer Philipp Petzschner | 6–1, 7–5, 7–5                 |
| Învinși    | 2011 | Wimbledon | Iarbă     | Robert Lindstedt  | Bob Bryan Mike Bryan             | 6–3, 6-4, 7-6 (2)             |
| Învinși    | 2012 | Wimbledon | Iarbă     | Robert Lindstedt  | Frederik Nielsen Jonathan Marray | 6-4, 4-6, 6-7(5), 7-6(5), 3-6 |
| Victorioși | 2015 | Wimbledon | Iarbă     | Jean-Julien Rojer | Jamie Murray John Peers          | 7–6(5), 6–4, 6–4              |

## Finale de mare șlem la dublu mixt (1)
| Rezultat   | An   | Turneu          | Suprafața | Partener              | Adversari în finală        | Scor în finală     |
| Victorioși | 2012 | Australian Open | Hard      | Bethanie Mattek-Sands | Leander Paes Elena Vesnina | 6-3, 5-7, 10-3 (2) |

## Finalele carierei la dublu (42)

### Victorii (26)
| Legendă                      |
| Turnee de Mare Șlem (1/4)    |
| Finala Turului Mondial (0/0) |
| Turnee Masters 1000 (1/2)    |
| Turnee Seria 500 (1/3)       |
| Turnee Seria 250 (11/6)      |

| Titluri în funcție de suprafață |
| Hard (5)                        |
| Zgură (7)                       |
| Iarbă (2)                       |
| Carpetă (0)                     |

| Nr. | Data              | Turneu                   | Suprafața | Partener              | Adversari în finală                  | Scor în finală   |
| 1.  | 16 ianuarie 2010  | Auckland, Noua Zeelandă  | Hard      | Marcus Daniell        | Marcelo Melo Bruno Soares            | 7–5, 6–4         |
| 2.  | 10 aprilie 2010   | Casablanca, Maroc        | Zgură     | Robert Lindstedt      | Rohan Bopanna Aisam-ul-Haq Qureshi   | 6–2, 3–6, [10–7] |
| 3.  | 19 iunie 2010     | 's-Hertogenbosch, Olanda | Iarbă     | Robert Lindstedt      | Lukáš Dlouhý Leander Paes            | 1–6, 7–5, [10–7] |
| 4.  | 18 iulie 2010     | Båstad, Suedia           | Zgură     | Robert Lindstedt      | Andreas Seppi Simone Vagnozzi        | 6-4, 7-5         |
| 5.  | 28 august 2010    | New Haven, USA           | Hard      | Robert Lindstedt      | Rohan Bopanna Aisam-ul-Haq Qureshi   | 6–4, 7–5         |
| 6.  | 6 februarie 2011  | Zagreb, Croația          | Hard (i)  | Dick Norman           | Marcel Granollers Marc López         | 6–3, 6–4         |
| 7.  | 26 februarie 2011 | Acapulco, Mexic          | Zgură     | Victor Hănescu        | Marcelo Melo Bruno Soares            | 6–1, 6–3         |
| 8.  | 9 aprilie 2011    | Casablanca, Maroc (2)    | Zgură     | Robert Lindstedt      | Colin Fleming Igor Zelenay           | 6–2, 6-1         |
| 9.  | 17 iulie 2011     | Båstad, Suedia           | Zgură     | Robert Lindstedt      | Simon Aspelin Andreas Siljeström     | 6-3, 6-3         |
| 10. | 29 ianuarie 2012  | Melbourne, Australia     | Hard      | Bethanie Mattek-Sands | Leander Paes Elena Vesnina           | 6-3, 5-7, [10-3] |
| 11. | 23 aprilie 2012   | București, România       | Zgură     | Robert Lindstedt      | Jeremy Chardy Lukasz Kubot           | 7-6(2), 6-3      |
| 12. | 17 iunie 2012     | 's-Hertogenbosch, Olanda | Iarbă     | Robert Lindstedt      | Juan Sebastian Cabal Dmitry Tursunov | 6-3, 7-6(1)      |
| 13. | 15 iulie 2012     | Båstad, Suedia           | Zgură     | Robert Lindstedt      | Alexander Peya Bruno Soares          | 6-3, 7-6(5)      |
| 14. | 19 august 2012    | Cincinnati, SUA          | Hard      | Robert Lindstedt      | Mahesh Bhupathi Rohan Bopanna        | 6-4, 6-4         |

### Finale pierdute (11)
| Nr. | Data              | Turneu                    | Suprafața | Partener         | Adversari în finală                  | Scor în finală                |
| 1.  | 17 mai 2009       | Kitzbühel, Austria        | Zgură     | Andrei Pavel     | Marcelo Melo André Sá                | 6–7(9), 6–2, [10–7]           |
| 2.  | 13 iulie 2009     | Stuttgart, Germania       | Zgură     | Victor Hănescu   | František Čermák Michal Mertiňák     | 5-7, 4-6                      |
| 3.  | 3 iulie 2010      | Wimbledon, Marea Britanie | Iarbă     | Robert Lindstedt | Jürgen Melzer Philipp Petzschner     | 1–6, 5–7, 5–7                 |
| 4.  | 9 ianuarie 2011   | Brisbane, Australia       | Hard      | Robert Lindstedt | Lukáš Dlouhý Paul Hanley             | 4–6, ret.                     |
| 5.  | 18 iunie 2011     | 's-Hertogenbosch, Olanda  | Iarbă     | Robert Lindstedt | Daniele Bracciali František Čermák   | 3–6, 6–2, [8-10]              |
| 6.  | 2 iulie 2011      | Wimbledon, Marea Britanie | Iarbă     | Robert Lindstedt | Bob Bryan Mike Bryan                 | 3–6, 4–6, 6–7(3)              |
| 7.  | 7 august 2011     | Washington DC, USA        | Hard      | Robert Lindstedt | Michaël Llodra Nenad Zimonjić        | 7-6(7), 6-7(8), [7-10]        |
| 8.  | 9 octombrie 2011  | Beijing, China            | Hard      | Robert Lindstedt | Michaël Llodra Nenad Zimonjić        | 6-7(2), 6-7(4)                |
| 9.  | 13 februarie 2012 | Rotterdam, Olanda         | Hard      | Robert Lindstedt | Michaël Llodra Nenad Zimonjić        | 6-4, 5-7, 14-16               |
| 10. | 06 mai 2012       | Madrid, Spania            | Zgură     | Robert Lindstedt | Mariusz Fyrstenberg Marcin Matkowski | 3-6, 4-6                      |
| 11. | 8 iulie 2012      | Wimbledon, Marea Britanie | Iarbă     | Robert Lindstedt | Frederik Nielsen Jonathan Marray     | 6-4, 4-6, 6-7(5), 7-6(5), 3-6 |

## Performanțe
| Grand Slams                    |     |     |     |      |      |       |
| Australian Open                | A   | 3R  | 2R  | 1R   | SF   | 7–4   |
| French Open                    | 2R  | 2R  | 1R  | QF   | 3R   | 7–5   |
| Wimbledon                      | LQ  | 3R  | F   | F    | F    | 17–4  |
| US Open                        | 2R  | 2R  | 3R  | QF   |      | 7-4   |
| Câștigate-Pierdute             | 2–2 | 6–4 | 8–4 | 11–4 | 11–3 | 38–17 |
| Turneul Campionilor            |     |     |     |      |      |       |
| Barclays ATP World Tour Finals | A   | A   | A   | RR   |      | 1–2   |
| Turnee Masters                 |     |     |     |      |      |       |
| Indian Wells                   | A   | A   | A   | 1R   | 2R   | 1–2   |
| Miami                          | A   | A   | A   | QF   | 1R   | 2–2   |
| Monte Carlo                    | A   | A   | A   | 1R   | 2R   | 0–2   |
| Rome                           | A   | A   | A   | QF   | SF   | 4–2   |
| Madrid                         | A   | A   | A   | 1R   | F    | 4–2   |
| Canada                         | A   | A   | A   | 2R   | SF   | 3–3   |
| Cincinnati                     | A   | A   | 2R  | 2R   | W    | 4–2   |
| Shanghai                       | NH  | A   | A   | QF   |      | 1–1   |
| Paris                          | A   | A   | A   | 2R   |      | 0–1   |
| Poziție ATP                    | 87  | 46  | 15  | 12   |      |       |

## Via Transilvanica
Horia Tecău a participat la promovarea proiectului Via Transilvanica.

## Cărți publicate
- Tecău, Horia (2016). Viața în ritm de tenis. Editura Curtea Veche. ISBN 978-606-588-920-0.